# Massacre de la cour d'école d'Oromo
 (mai 2024).
Si vous disposez d'ouvrages ou d'articles de référence ou si vous connaissez des sites web de qualité traitant du thème abordé ici, merci de compléter l'article en donnant les références utiles à sa vérifiabilité et en les liant à la section « Notes et références ».
 (novembre 2020).
Le massacre de la cour d'école d'Oromo est un massacre survenu le 2 novembre 2020 lorsqu'un groupe de jusqu'à 60 hommes armés oromo a fait une descente dans une cour d'école située dans le village de Gawa Qanqa, dans le district de Guliso de la zone d'ouest Welega dans la région du Benishangul-Gumuz, en Éthiopie, tuant 54 personnes.

## Massacre
La Commission éthiopienne des droits de l'homme, dirigée par l'État, a déclaré que l'attaque visait des personnes du groupe ethnique Amhara. 200 personnes ont été rassemblées par un groupe armé pour une réunion, puis le groupe armé a commencé à leur tirer dessus. Des soldats auraient quitté la zone des heures avant l'attaque. Le gouvernement régional d'Oromo a accusé le front de libération oromo, qui avait été accusée d'enlèvements et d'attentats à la bombe dans l'ouest et le sud de l' Éthiopie autrefois. Le Premier ministre éthiopien Abiy Ahmed a dénoncé l'attaque et a promis une enquête approfondie. La violence ethnique a augmenté depuis son entrée en fonction.